# Yamkhad

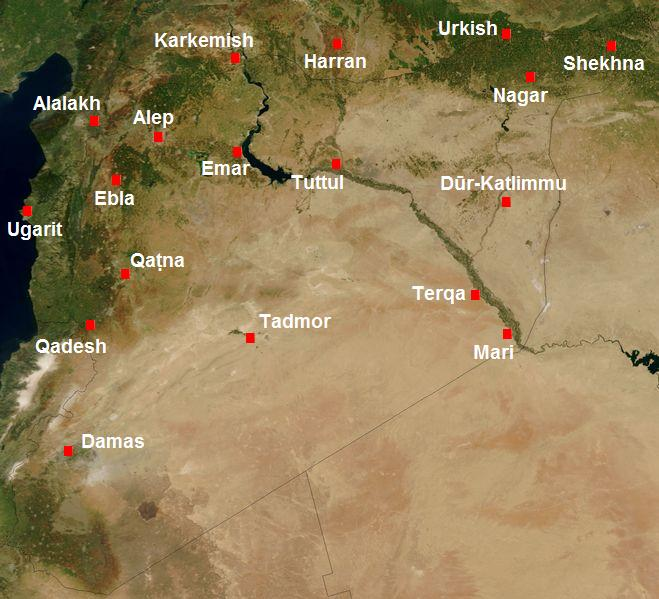
Alepo y los principales asentamientos de Siria en el II milenio a. C.

Yamkhad o Yamhad  fue un antiguo reino semita centrado en la ciudad de Halab (Alepo), en la antigua Siria. Surgió a finales del siglo XIX a. C. y fue gobernado por una dinastía de reyes autóctonos que contaron tanto con las fuerzas armadas como con la diplomacia para expandir su Estado.
Desde un comienzo, resistió la hostilidad de sus vecinos Mari, Qatna y Asiria, para convertirse en el reino sirio más fuerte de su época bajo el gobierno del rey Yarim-Lim I. A mediados del siglo XVIII a. C., la mayor parte de Siria (excepto el sur) estaba bajo la autoridad de Yamkhad, ya fuese como posesión directa o por vasallaje, y así siguió durante casi un siglo y medio, llegando su influencia hasta los pequeños Estados mesopotámicos de la frontera de Elam. Yamkhad fue finalmente destruido por los hititas y luego anexionado por Mitanni en el siglo XVI a. C.
Su población fue predominantemente amorrea, con la típica cultura siria de la Edad del Bronce, aunque también contó con elementos hurritas cuya influencia se puede detectar en la propia cultura yamkhadita. Controlaba una amplia red comercial y era la puerta de paso entre la meseta iraní y la región del Egeo. Sus habitantes adoraban a las deidades semíticas tradicionales noroccidentales. La capital, Halab, estaba considerada una ciudad santa por las demás ciudades sirias y era el centro de culto de Hadad, la principal deidad del norte de Siria.

## Desarrollo
Como su capital, Alepo (llamada Halab en este periodo), está situada en el mismo sitio que la ciudad actual del mismo nombre, durante las excavaciones arqueológicas ha sido imposible alcanzar los niveles estratigráficos de este periodo. La información sobre la historia de este reino proviene de fuentes foráneas: Mari para el periodo comprendido entre 1810 y 1760 a. C., y Alalakh para los decenios siguientes.
Según las fuentes textuales, el reino de Yamkhhad  fue uno de los más poderosos del Oriente Próximo. El gran dios Adad de Alepo, era la divinidad principal del panteón sirio. Los reyes del Yamkhad dominaron las ricas ciudades de Emar, Ugarit, Alakhtum (Alalakh). Sus grandes rivales fueron los soberanos del reino de Qatna, ubicado al sur del Yamkhad.
El primer rey del Yamkhad que se conoce es Sumu-epeh, que combatió contra el rey Ishkhi-Addu de Qatna, aliado del rey asirio Shamshiadad I de Ekallatum. Cuando este último murió en 1775 a. C., su reino se hundió, y el nuevo rey de Alepo, Yarim-Lim I, soportó una gran revuelta de los dos hijos de Samsi-Addu. Ayudó sobre todo a Zimri-Lim a tomar el poder en Mari, y ganó así un aliado fiel, al que casó con su hija Shibtu. Su hijo y sucesor Hammu-Rabi I, no acudió, sin embargo, a auxiliar a este aliado de peso, cuando fue vencido por el rey Hammurabi de Babilonia en 1762 a. C. Durante el reinado del soberano siguiente, Abban, los miembros de la familia real de Alepo se sublevaron contra el rey, que los venció. Su hermano Yarim-Lim, que permaneció fiel, fue recompensado con la concesión de Alalakh, privativo para él y sus descendientes, quienes constituyeron una dinastía paralela  a la de Alepo.
El resto de los reyes se sabe únicamente por sus nombres, que figuran en los archivos administrativos de Alalakh; sus hechos históricos no son bien conocidos. Se sabe por los archivos de Tell Leilan que Alepo extendió su dominio sobre los reyes de la región del Triángulo del río Jabur. Es posible que Qatna y Karkemish fueran sometidos a su regreso.
Pero el horizonte se ensombreció porque un nuevo enemigo apareció a finales del siglo XVII a. C.: los hititas. Hattusili I logró una victoria sobre el reino del Yamkhad, y es sin duda a quien hay que atribuir la destrucción de Alalakh hacia el 1600 a. C. En 1595 a. C., su hijo Mursili I regresó a Siria y tomó Alepo, poniendo final al gran reino de Yamkhad. Prosiguió posteriormente derribando a Babilona, el otro gran reino amorreo. Fue el final del dominio amorrita en Oriente Próximo.
Tras estos grandes éxitos, los hititas no consiguieron controlar Siria. Pero Alepo ya no fue capaz de conservar su estatus de gran potencia política. Mitanni, un gran nuevo reino, se afianzó en el período poco conocido de 1595 a 1450 a. C. Al principio del siglo XV a. C., el rey de Alepo, Ilim-ilim-mi, fue expulsado del trono por el rey mitanio Barattarna, que lo reemplazó por uno de sus propios hijos. El heredero del trono de Alepo, Idrimi, logró hacerse aceptar por el gran rey como soberano de la ciudad de Alalakh. Pero Yamkhad pasó a  la historia, y Alepo ya no ocupó un lugar relevante durante mucho tiempo.

## Reyes del Yamkhad
- Sumu-epeh (?-1781)
- Yarim-Lim I (1780-1765)
- Hammu-Rabi I (1765-?)
- Abban
- Yarim-Lim II
- Niqmepa
- Irkabtum
- Yarim-Lim III
- Hammurabi II (?-1595)